# Feuerbringer

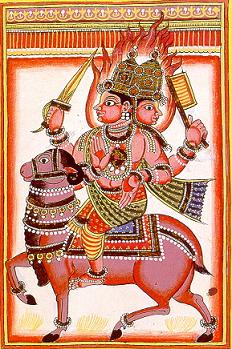
Agni, der Feuergott der Hindi

Als Feuerbringer wird in verschiedenen Mythen und in der Literatur ein Halbgott oder ein Held der frühen Menschheitsgeschichte bezeichnet, der den Menschen das Feuer brachte.
In zwei der bekanntesten Mythen, dem des griechischen Prometheus und des neuseeländischen Māui (von dem sich der Name Māori der dortigen Ureinwohner ableitet), gelingt es diesen Helden, das Feuer einer Gottheit zu stehlen. Für diese Tat der Menschenfreundlichkeit, die aber aus Sicht der Götter verwerflich war, wurden die Feuerdiebe drastisch bestraft. Sie haben allgemein die Merkmale eines Tricksters, ihre Handlungen gelten, obwohl zivilisationsfördernd, als frevelhaft, weil sie gegen das Privileg der Herrscher über das Feuer verstießen.
In der europäischen Geschichte ist der Name Prometheus (griechisch Προμηθεύς, „der Vorausdenkende“) aus der griechischen Mythologie der Freund und Kulturstifter der Menschheit; er wurde bisweilen als Schöpfer der Menschen und Tiere angesehen. Das Feuer für die frierenden Menschen erbeutete er durch einige Funken von Helios’ Sonnenwagen. Weil er zuvor auch Zeus durch ein vorgetäuschtes Opfer verärgert hatte, ließ ihn dieser zur Strafe durch den Feuergott Hephaistos an einen Felsen schmieden, wo er ohne Speise, Trank und Schlaf ausharren musste und ein Adler in seine Leber hackte, bis ihn der Held Herakles befreien konnte. In diesen Mythos ist auch die unheilbringende Büchse der Pandora verwoben. Prometheus wurde mit einigen Beinamen bedacht, darunter Pyrphoros („Feuerbringer“, wörtlich „Feuerträger“) und Desmotes („Gefesselter“).
In Ozeanien wird dagegen der Feuerbringer mit Māui verbunden. Auch bei den Māori wurde das Feuer durch Diebstahl auf die Erde gebracht. Der menschenfreundliche Halbgott Māui suchte nach der Feuergottin Mahuika, fand sie am Ende der Welt und kam durch einige Tricks an das Feuer. Nach dieser Tat geriet er in einen von der zornigen Göttin entfachten Weltenbrand, konnte aber durch Verwandlung in einen Falken knapp entkommen.
Die folgende Übersicht ist unvollständig, sie zeichnet auch aus den Mythologien bekannte Namen, die sich um Feuerbringen an sich ranken, darunter auch Herdgöttinnen, die als Feuerbringer verehrt werden. Innerhalb einer Mythologie können verschiedene Namen mit dem eines Feuerbringers verbunden sein. Die Unterscheidung, ob als tatsächlicher Kulturstifter oder nur als „Göttin des Herdes“ geltend, ergibt sich aus Analysen der betreffenden mythologischen Erzählungen. Sie können dabei anerkannter Teil der Kosmogonie sein, oder nur Teil der Mythologie.

## Afrikanische Mythologie
Vergleich 

### Synkretistisch
- Maman Brigitte, Schutzgöttin Loa, Feuer und Tod im Voodoo

### Ägypten
- Re, Feuergott, Sonnengott für Wärme und Licht
- Sachmet, schützende Göttin für Sonne und Feuer
- Wadjet, schützende Schlangengöttin, die Feuer sandte, um Feinde zu vernichten, in der griechischen Mythologie wurde sie mit Leto gleichgesetzt

### Yoruba
- Aganju, Orisha-Gott des Feuers und der Vulkane
- Ayao, kriegerischer Orisha-Gott des Feuers, der Tornados und des Waldes und der Luft
- Ogún, Feuergott, angerufen von Handwerkern und Kriegern
- Shango, Feuergott des Anzündens

## Asiatische Mythologie

### Chinesische Mythologie
- Küchengott, auch im Englischen als Kitchen God, Stove God, im Chinesischen als Zao Jun, Zao Shen, oder Zhang Lang, alltäglich verehrte Gottheit von China bis Südkorea
- Zhurong, (chinesisch 祝融, Pinyin Zhùróng, W.-G. Chu-jung), Feuergott

### Hindu-Mythologie
- Agneya, Tochter des Agni, Hüterin des Südostens
- Agni, (Sanskrit m., अग्नि Agni „Feuer“, „Gott des Feuers“), Hauptgötter des Hinduismus
- Ida, auch Ila (Sanskrit इडा iḍā f.) „Labetrank“

### Korea
- Jowangsin, Feuergöttin

### Japanische Mythologie
- Amaterasu, Sonnengöttin
- Kagu-tsuchi, Gottheit der Schmiede
- Kōjin, Feuergottheit, auch des Alltäglichen

### Mongolei
- Arshi Tengri, schamanischer Feuergott
- Odqan, Feuergott, auf einer braunen Ziege reitend
- Yal-un Eke, Muttergöttin zu Odqan

### Niwchen
- Turgmam, Feuergöttin

### Philippinen
- Gugurang, Vulkanpersonifizierung des Mayon Volcano

### Türkische Mythologie
- Alaz, Feuergott
- Od Iyesi, Feuerschutzgeister
- Ut, Herdgöttin
- Vut-Ami, tschuwaische Feuergöttin

## Europa

### Baskische Mythologie
- MichaelMcc, Feuer- und Sturmgott

### Kaukasien
- Alpan, Lezghin, Feuergöttin
- Uorsar, vermutlich Adygisch, Herdgöttin
- Wine Gwasche, Herdgöttin

### Keltische Mythologie
- Belenus, Sonnengott
- Brigit, irische Göttin des Feuers, der Dichtkunst, der Künste und des Handwerks
- Grannus, Gott des Feuers, Gesundheit, der Wasserspringquelle und der Sonne
- Nantosuelta, Göttin des Feuers, der Natur, Fruchtbarkeit, der Flüsse und der Erde

### Etruskisch
- Sethlans, Feuergott der Schmiede und des Handwerks

### Georgische Mythologie
- Kamar, Feuergöttin, genannt in Zusammenhang mit Amirani

### Griechische Mythologie
- Hephaistos, Gott der Schmiede, des Handwerks, des Feuers und der Vulkane
- Hestia, Göttin des Herdfeuers
- Prometheus, bekanntester Name eines Feuerbringers

### Chanten
- Ney-Anki, Feuergöttin

### Litauische Mythologie
- Dimstipatis, Beschützer des Hauses vor Feuerausbrüchen
- Gabija, schützende Göttin des Herdes und Haushalts
- Jagaubis, Hausgeist, beschützt vor Feuer
- Moterų Gabija, schützende Göttin des Backens
- Pelenų Gabija, Göttin der Feuerstelle
- Praurimė, Beschützerin des heiligen Feuers mit den Vaidilutės (jungfräulichen Priesterinnen)
- Trotytojas Kibirkščių, Gottheit der Funken und des Feuers

,

### Nordische Mythologie
- Glöð, Personifizierung der Glut, als Feuergöttin war sie Weib des Logi
- Logi, Feuerriese, Personifizierung des Feuers

### Römische Mythologie
- Caca, Schwester des Cacus
- Cacus, feueratmender Sohn des Vulcan
- Stata Mater, mit Feuersbrünsten verbundene Gottheit
- Vesta, keusche Hüterin des heiligen Feuers
- Vulcanus, gleichgesetzt dem griechischen Hephaistos, Gott des Handwerks und des Feuers

### Sizilien
- Adranus, ehemals verehrte Gottheit aus Adranus, beim Ätna

### Slawische Mythologie
- Dazbog, Himmelsreiter
- Ognyena Maria, Feuergöttin, die Perun unterstützt
- Peklenc, Feuergott, verbunden mit der Unterwelt, richtet durch Erdbeben
- Svarožić, Feuergott

## Mythologie des Mittleren Ostens

### Kanaaniter
- Ishat, phönizische Göttin des Feuers und der Trockenheit, erschlagen durch Anat.[1]
- Moloch, ammonitische Gottheit
- Shapash, Sonnengöttin

### Hethitische Mythologie
- Sonnengöttin von Arinna, Sonnengöttin der Stadt Arinna, allgemein mit Thema Feuer verbunden.[2]

### Mesopotamien
- Gerra, Feuergott laut Quellen aus Akkadien und Babylonien
- Gibil, Feuergott und Schmied laut Quellen aus Sumerien
- Išum, Feuergott, Bruder des Sonnengottes Šamaš und der babylonische Pestgottheit Erra

## Amerikanische Indigene

### Azteken
- Chantico, Feuergöttin
- Coatlicue, Schlangengöttin, Schlangen und Geburt
- Mixcoatl, Feuergott, Jägergott, der das Feuer brachte
- Tonatiuh, Sonnengott, Herrscher über Tollan
- Xiuhtecuhtli, Feuergott, Herrscher des alltäglichen Lebens mit Feuer

### Brasilien
- Iansã, Göttin des Feuers und des Windes

### Huicholen
- Tatewari, schamanischer Feuergottbringer

### Maya
- Huracán, Feuergott, schöpfender und zerstörender Sturmgott
- Jacawitz, Feuergott, Begleiter der Sonnengottheit „Einbein“, bekannt als Tohil oder Huracán

### Navajo
- Black God, Feuerbringer, Sternengott

### Quechua
- Manqu Qhapaq, Feuer- und Sonnengott, der den Inka Zivilisation und Technik brachte

## Ozeanische Mythologie

### Fidschi
- Gedi, Feuerbringer in Verbindung mit Fruchtbarkeit

### Hawaii
- Pele, Göttin des Feuers, des Windes und der Vulkane

### Māori
- Auahitūroa, Feuergott, auch Kometen, Ehe mit Mahuika
- Mahuea, Feuergöttin
- Mahuika, Feuergöttin, durch den Trickster Māui beraubt
- Ngā Mānawa, fünf Söhne der Feuergötter Auahitūroa und Mahuika